# 放大器電路
放大器電路，或稱放大電路，能增加訊號的輸出功率。它透過電源取得能量來源，以控制輸出訊號的波形與輸入訊號一致，但具有較大的振幅。依此來講，放大器電路亦可視為可調節的輸出電源，用来获得比输入信号更强的输出信号。
放大器的四种基本类型是电压放大器、电流放大器、互导放大器和互阻放大器。进一步的区别在于输出是否是输入的线性或非线性表示。放大器也可以通过在信号链中的物理位置来分类。 

一组双极型晶体管放大器电路实例

## 性能指标
放大器性能是通过以下一系列指标来衡量的：
- 增益，输出与输入信号的幅度之间的比率
- 带宽，有用的频率范围的宽度
- 效率，输出功率和总功率消耗之间的比率
- 线性 ，输入和输出之间比例性的程度
- 噪声 ，混入到输出的不想听到的声音
- 输出动态范围，最大与最小的有用输出电平的比例
- 摆率，输出的最大变化率
- 上升时间，建立时间，振铃和过冲的阶跃响应表征
- 稳定性，避免自振荡的能力

## 放大器类型
放大器可以依据它们的输入与输出属性区分规格。
它们显示增益的性质，即输出信号和输入信号幅度之间的比例系数。依其增益的种类，可区分为电压增益（voltage gain）、电流增益（current gain）、功率增益（power gain），或是其他的单位。例如，一個互导放大器（transconductance amplifier）的增益单位是电导（输出电流除以输入电壓）。在多数情况，输入和输出为相同的单位，增益无需标示出单位(除了在強調是電壓放大或電流放大的情形下)，實際上經常以db（decibels）標示。
四个基本类型的放大器，如下所示： 
1. 电压放大器 - 这是放大器的最常见的类型。输入电压被放大到较大的输出电压。放大器的输入阻抗高，输出阻抗低。
2. 电流放大器 - 该放大器能将输入电流变为一个较大的输出电流。放大器的输入阻抗低，输出阻抗高。
3. 互导放大器 - 该放大器在变化的输入电压下的响应为提供一个相关的变化的输出电流。
4. 互阻放大器 - 该放大器在变化的输入电流下的响应为提供一个相关的变化的输出电压。该设备的其他名称是跨阻放大器和电流电压转换器 。

在实践中，一个放大器的功率增益将取决于所用的源阻抗和负载阻抗以及内在的电压/电流增益; 而一个射频（RF）放大器可以具有其最大功率传输的阻抗，音频和仪表放大器通常优化输入和输出阻抗，以使用最小的负载并获得最高的信号完整性。一个声称增益为20 dB的放大器可能具有10倍的电压增益和远超过20 dB（100功率比）的可用功率增益，但实际上可以提供一个低得多的功率增益，比如输入是一个600 Ω的麦克风，输出接在一个47 kΩ的功率放大器的输入端上。

## 放大器的分类和系统
在放大器设计上有许多不同的分类选项，电路的目的与导通角的设计相关。 放大器设计总是有许多妥协的因素，例如成本花费、功率消耗、现实世界的设备缺失与许多的效能规格。 下面是几个依不同的方法的分类：

### 输入与输出信号

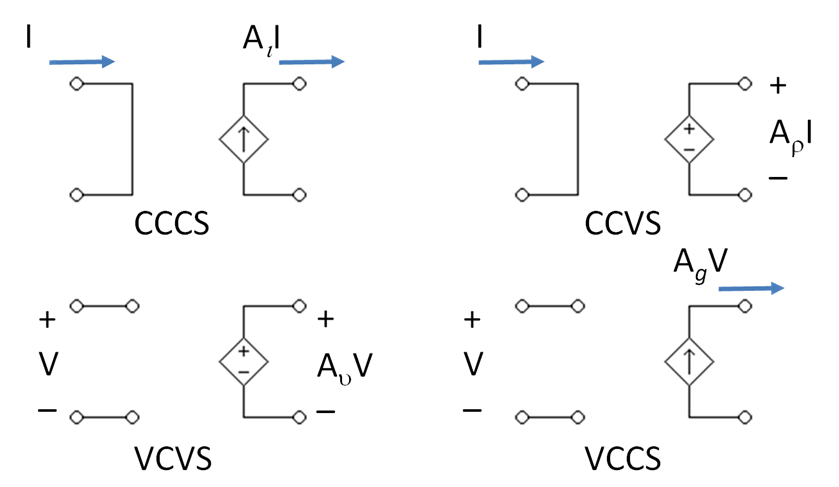
四種類型的相依電源，左邊是控制訊號，右邊是輸出訊號。

放大器電路使用兩種訊號種類：電流和電壓。作為輸入、輸出，導致4種類型的放大器。在理想的情況，他們代表的四種類型在線性分析的相依電源，如圖：
| 輸入 | 輸出 | 相依電源                                                 | 放大器類型 |
| ---- | ---- | -------------------------------------------------------- | ---------- |
| I    | I    | CCCS（電流控制電流源） current controlled current source | 電流放大器 |
| I    | V    | CCVS（電流控制電壓源） current controlled voltage source | 轉阻放大器 |
| V    | I    | VCCS（電壓控制電流源） voltage controlled current source | 轉導放大器 |
| V    | V    | VCVS（電壓控制電壓源） voltage controlled voltage source | 電壓放大器 |

每種類型的放大器，在理想情況下，各相依電源具有與下表相同的輸入和輸出阻抗：
| 放大器類型 | 相依電源 | 輸入阻抗 | 輸出阻抗 |
| ---------- | -------- | -------- | -------- |
| 電流       | CCCS     | 0        | ∞        |
| 轉阻       | CCVS     | 0        | 0        |
| 轉導       | VCCS     | ∞        | ∞        |
| 電壓       | VCVS     | ∞        | 0        |

在實際上，理想的阻抗只是近似。任何特定電路，小信號分析，往往是用來尋找實際的阻抗。小信號交流測試電流Ix是被用於輸入或輸出節點，所有外部電源設成AC為零，而相應的交流電壓Vx ，阻抗決定於整個測試電流於該節點為：R = Vx / Ix。

### 共用端
在放大器電路之中，負責處理放大的電子元件會有一個接腳是輸入端與輸出端的電路所共用使用的。
- BJT：共射極（common emitter）、共基極（common base）、共集極（common collector）
- FET：共源極（common source）、共閘極（common gate）、共汲極（common drain）

### 反相與非反相
另外一種分類放大器的方式是藉由輸入訊號及輸出訊號的相位關係，一個「反相」放大器其輸出訊號會和輸入訊號有著180度的相位差(因為從示波器上觀察像是極性相反或是鏡像投射)。而「非反相」放大器保留了原始輸入脈衝的波形的相位。射極隨耦器(也稱共集極電路)即是一種「非反相」放大器，其在射極輸出訊號(有著單一增益但或許會有些偏移)是隨著輸入訊號的。電壓隨耦器也是一種有著單一增益的「非反相」放大器。
以上這些敘述可以通用在單級放大器，或是一個完整的放大器系統。

### 功能
放大器可以用其功能或輸出特性做分類。
這些功能的描述，通常適用於完整的放大器系統，或子系統，很少去個別的區分。
- 伺服放大器（servo amplifier）
- 線性放大器（linear amplifier）
- 寬頻放大器（wideband amplifier）
- 射頻放大器（RF amplifier）
- 音頻放大器（audio amplifier）
  - 前置放大器（Preamplifier）
  - 功率放大器（Power amplifier）
  - 立體聲放大器（Stereo amplifiers）
- 緩衝放大器（Buffer amplifiers）
- 運算放大器（operational amplifiers）

### 耦合方式
- RC耦合
- LC耦合
- 變壓器耦合
- 直接耦合（Direct coupled amplifier）

## 使用歷史及演化
放大器電路在不同時期在電子領域中有扮演著不同的角色：
- 放大器電路被首次用於中繼傳播設施。例如在舊式電話線路中：用弱電流控制外呼線路的電源電壓。
- 用於音頻廣播。范信達（Reginald Fessenden）在1906年12月24日，首次把碳粒式麥克風作為放大器，應用於調頻廣播傳送裝置中，把聲音調製成射頻源。[4]
- 在20世紀60年代，真空管開始淘汰。當時，一些大功率放大器或專業級的音頻應用（例如吉他放大器和高保真放大器）仍然會採用真空管放大器電路。許多廣播發射站仍然使用真空管。
- 20世紀70年代開始，越來越多的晶體管被連接到一塊芯片上來製作集成電路。如今大量商業上通行的放大器都是基於集成電路的。

## 功率放大器類型

### A類

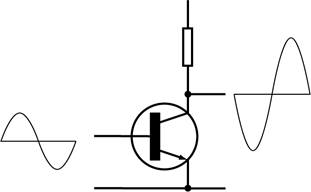
A類放大器

當對效率要求不高的時候，大多數小信號線性放大器會設計成甲類（A類），即輸出級元件總是處於導通區。甲類（A類）放大器一般比其它類型線性度更好，也較為簡單，但效率非常低。這類放大器最常用於小信號級或低功率（例如驅動耳機）應用中。
A類放大器的缺點是輸出效率很低，理論值不超過百分之五十。以驅動耳機為例，在一般情況下，音量越小，耗電越多，當機子在沒有信號輸入時，電流以最大的額度流動，所以在待機沒聽音樂時，卻是用電最快的時候；即使在聽音樂時，所用的電也有 50% 以熱量形式消耗掉。所以，一台A類放大器的用電量，絕不亞於一台冷氣機，而此 50% 的消耗熱能，則是讓真空管逐漸老化的原因。同時因為發熱量太大，所有零件長期工作於大電流、高溫下，容易引起穩定度和壽命方面的問題，假如是純A類真空管綜合擴大機，還有管子壽命及日後更換等問題。

### B與AB類

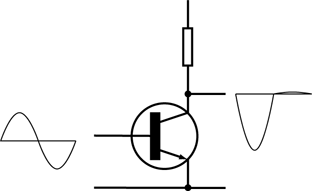
B類放大器

在乙類（B類）中，有兩個（組）輸出器件分別放大正負半週，每一個都精確地在輸入信號的180度（或半周期）時交互導通。

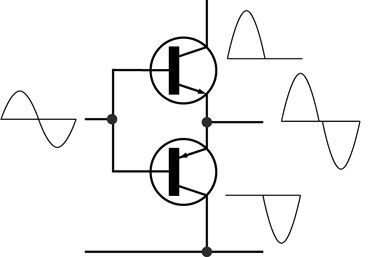
B類推挽式放大器

甲乙類（AB類）放大器在甲類（A類）與乙類（B類）的一種折衷，它改善了小信號輸出的線性度;導通角在180度以上，具體值由設計者決定。由於他們有較高的效率，通常用於低頻放大器（如音頻和hi-fi）中。或者也用於其它線性度和效率都很重要的設計（手機，蜂窩發射塔，電視發射台）。

### C類

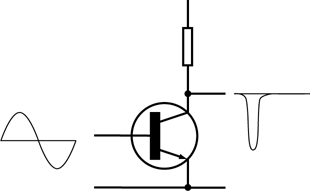
C類放大器

常稱為高功率射頻（RF）放大器。丙類（C類）設計成在輸入信號不足180°時導通。線性度不好，但是對於單個頻率功率放大器來說這並不重要。信號由調諧電路還原為近似正弦形狀，同時效率比甲類（A類）、甲乙類（AB類）或者乙類（B類）放大器都高很多。

### D類

PWM (Class-D)擴大機的原理圖：
第一階段的比較器（C）先用三角波（Triangular wave）與輸入的類比訊號比較，產生PWM訊號（這訊號其實是數位訊號）。
第二階段則是開關元件（Switching controller）依照PWM訊號來快速開關、這樣會產生被放大的PWM訊號，這放大訊號與於輸入波形相近。
第三階段則是用低通濾波器（low-pass filter）來過濾輸出訊號的高頻雜訊，過濾後的輸出訊號的波形就與輸入訊號的幾乎一樣了

丁類（D類）放大器使用快速開關（現代設計中多為數百KHz）來達到很高的功耗轉換（在現代設計中大於90%），原理與交換式電源供應器相近。通過每個輸出器件元件導通或關斷，來輸出放大的類比訊號，因此能量損失達到最小化；由於原始訊號是先被轉換成一系列的開關（1與0）指令，因此又被稱為數位擴大機。像脈衝寬度調製這類簡單方法有時還在使用；然而，高性能的開關放大器使用數字技術，比如∑-Δ調製，來達到更高的性能。
早先由於有限的頻寬和相當大的失真（音質差），它們僅用於亞低音用擴音器。半導體器件的進展已經使開發高保真、全聲音頻帶丁類（D類）放大器的開展成為可能，使得它們的信噪比（S/N）和失真度與其它線性器件的差距已經縮小。
由於PDM數位訊號也屬於PWM訊號，原始的數位音樂訊號可以藉由數學計算來轉換成同樣為數位訊號的PDM訊號、而由PDM訊號直接控制開關元件，這樣子稱為數位直輸（也有稱為Power DAC及Sony的S-master）；D類擴大機被詬病的其中一點就是數位直輸的不成熟與不普及，多數音響系統是先用數位類比轉換器將數位音樂轉換成類比音訊，然後D類擴大機再將類比音訊轉回PDM格式的數位訊號，兩次數位類比轉換會造成更大的失真。

#### G類與H類

G類放大器

H類放大器

### 特殊類型

#### E類

E類放大器

F類

## 外部連結
- Rane audio's guide to amplifier classes
- Design and analysis of a basic class D amplifier
- Conversion: distortion factor to distortion attenuation and THD （页面存档备份，存于）
- An alternate topology called the grounded bridge amplifier - pdf
- Contains an explanation of different amplifier classes - pdf
- Reinventing the power amplifier - pdf
- Anatomy of the power amplifier, including information about classes
- Tons of Tones - Site explaining non linear distortion stages in Amplifier Models
- Class D audio amplifiers, white paper - pdf
- Class E Radio Transmitters - Tutorials, Schematics, Examples, and Construction Details （页面存档备份，存于）